# Samarkand Challenger 2000
Il Samarkand Challenger 2000 è stato un torneo di tennis facente parte della categoria ATP Challenger Series nell'ambito dell'ATP Challenger Series 2000. Il torneo si è giocato a Samarcanda in Uzbekistan dal 15 al 20 maggio 2000 su campi in terra rossa.

## Vincitori

### Singolare
Michail Južnyj ha battuto in finale  Jan Frode Andersen con il punteggio di 7–6(7), 2–6, 7–6(8)

### Doppio
Stefano Galvani /  Andrej Stoljarov hanno battuto in finale  Daniel Melo /  Alexandre Simoni per walkover